# Mitch Winehouse
Mitchell Winehouse (* 4. Dezember 1950 in London) ist ein Sänger und ehemaliger britischer Taxifahrer. Er ist der Vater der 2011 verstorbenen Sängerin Amy Winehouse und Mitbegründer der Amy Winehouse Foundation.

## Leben
Mitch Winehouse wurde als Sohn eines Barbiers geboren. Seinem Vater gehörte ein Barbier-Geschäft auf der Commercial Street in London, seine Mutter Cynthia hatte darin einen Friseurladen. Die Familie lebte in der Wohnung oberhalb des Geschäfts. Durch die Mutter, die mit dem Jazzmusiker Ronnie Scott befreundet war, lernte er die Musik lieben. Als junger Mann hat er selbst semi-professionell gesungen, dann jedoch seinen Lebensunterhalt mit diversen anderen Tätigkeiten bestritten, so mit dem Einbau von Fensterverkleidungen und als Taxifahrer.
1976 heiratete er die Apothekerin Janis Seaton. Aus der Ehe gingen die beiden Kinder Alex und Amy Winehouse hervor. Nach der Scheidung im Jahr 1993 ist er in zweiter Ehe verheiratet. Er soll ein ausgeprägter Familienmensch sein und seine Tochter im Kampf gegen ihre Drogen- und Alkoholsucht intensiv unterstützt haben.
Nach dem Tod von Amy Winehouse, die am 23. Juli 2011 an einer akuten Alkoholvergiftung starb, verarbeitete Mitch Winehouse die Erlebnisse der letzten Jahre in einer Biografie Amy, meine Tochter. Sie erschien 2012 anlässlich des ersten Todestages seiner Tochter und wurde in mehrere Sprachen übersetzt. Im Andenken an seine Tochter gründete er die Amy Winehouse Foundation, eine Stiftung, die vor allem benachteiligte Kinder und Jugendliche mit Drogen- und Alkoholproblemen unterstützt.
Mitch Winehouse tritt seit einigen Jahren als Sänger wieder öffentlich auf. 2010 debütierte er mit dem Album Rush Of Love, das in Zusammenarbeit mit Tony Hiller entstand. Bei der Auswahl der Songs bediente Winehouse sich in den Genres Jazz, Swing und Crooning. Er stiftet – nach eigenen Angaben – seine Gagen für Auftritte und Interviews sowie seine Autoreneinnahmen der Amy Winehouse Foundation.
In der Filmbiografie Amy fühlt er sich negativ dargestellt, was ihn gegenüber den Filmemachern in Rage brachte, die er daraufhin stark kritisierte.

## Diskografie
- 2010: Rush of Love (CD-Album, India Media)
- 2014: But Beautiful (CD-Album)
- 2021: Swinging Cole Porter. Mitch Winehouse & Thilo Wolf Big Band (Wavehouse, auch mit Caroline Kiesewetter)[8]
- 2024: Duets – The Music of Cole Porter. Mitch Winehouse, Thilo Wolf Big Band (Wavehouse Entertainment)